# Jang-c’-ťiang

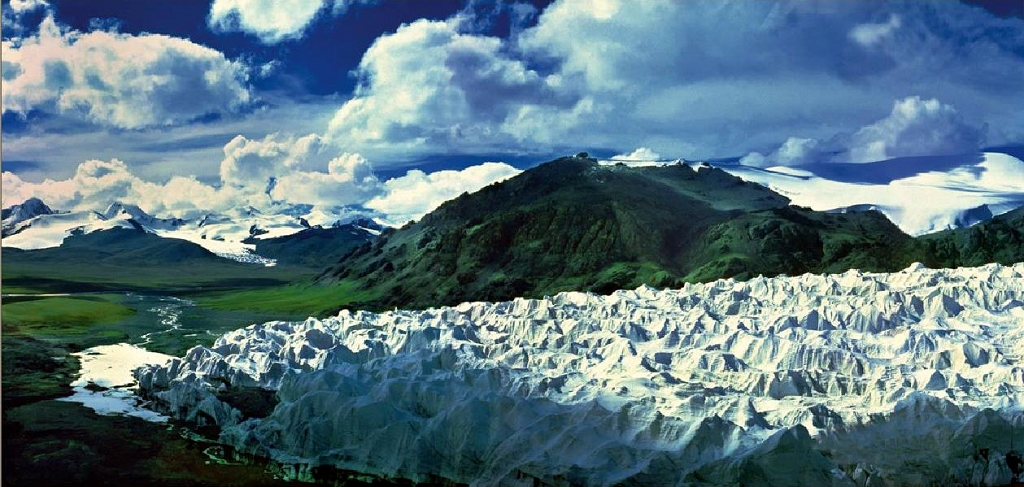
Pramenný ledovec řeky

Jang-c’-ťiang (tibetsky: འབྲི་ཆུ, Dřičhu;  výslovnost, čínsky pchin-jinem Yángzǐ Jiāng, znaky 扬子江), popř. Modrá řeka je řeka ve střední ČLR (Čching-chaj, Tibetská autonomní oblast, S’-čchuan, Jün-nan, Čchung-čching, Chu-pej, Chu-nan, Ťiang-si, An-chuej, Ťiang-su, Šanghaj). Název Jang-c’-ťiang, pod kterým je řeka známá v některých jazycích včetně češtiny, je původním místním označením pro dolní tok řeky, pod kterým ji poprvé poznali evropští misionáři. V Číně je zpravidla nazývána Čchang-ťiang ( výslovnost, čínsky pchin-jinem Cháng Jiāng, znaky zjednodušené 长江, tradiční 長江; česky „Dlouhá řeka“). Svou délkou 6 300 km je nejdelší řekou celého eurasijského kontinentu. V celosvětovém měřítku je třetí nejdelší (za Amazonkou a Nilem) a nejdelší řekou na území jednoho státu. Povodí řeky má rozlohu 1 800 000 km² a představuje pětinu území ČLR a domov pro třetinu jejích obyvatel.

## Průběh toku
Pramení z ledovců v nadmořské výšce 6 621 m na severní straně pohoří Tangla a Ku-ku-š'-ln v centrální části Tibetské náhorní plošiny na samém jihozápadě provincie Čching-chaj. Pod názvem Ulan-Muren protéká širokou bažinatou dolinou[zdroj⁠?!]. Postupně se jmenuje Tchuo-tchuo (čínsky pchin-jinem Tuotuo, znaky 沱沱) a Tchung-tchien (čínsky pchin-jinem Tongtian, znaky 通天, Nebeská řeka). Opouští Tibetskou náhorní plošinu a protíná Východotibetská pohoří. Pod názvem Ťin-ša-ťiang (čínsky pchin-jinem Jinsha Jiāng, znaky 金沙江, řeka Zlatých písků) protéká úzkými a hlubokými soutěskami, přičemž překonává mnohé peřeje. Na středním toku protéká jižním okrajem Sečuánské kotliny, v níž má pokojný tok a dosahuje šířky 300 až 500 m. Protíná východní horské ohraničení kotliny a vytváří tři soutěsky o celkové délce přibližně 100 km. V těchto místech byla na začátku 21. století postavena přehrada Tři soutěsky. Před jejím dokončením se zde řeka zužovala na 120 až 200 m a hloubka místy dosahovala až 100 m. Tento úsek řeky je znám pod názvem San-sia. Na dolním toku řeka pod názvem Čchang-ťiang protéká rovinami, nejprve Ťiangchanskou a poté Velkou čínskou dolinou. Údolí řeky je dobře vytvářené a vyskytuje se v něm mnoho průtoků a ramen. Šířka koryta dosahuje 1 až 2 km a hloubka 20 až 30 m. Ústí do Východočínského moře u Šanghaje dvěma hlavními rameny a zároveň vytváří deltu o rozloze přibližně 80 000 km². V údolí řeky se nachází mnoho jezer, z nichž největší jsou Tung-tching-chu a Pcho-jang-chu. Tato jezera do značné míry regulují tok řeky na dolním toku.

### Významné přítoky
Řeka má přes 700 přítoků. Mezi největší patří:
| Přítok                           | čínsky | pinyin             | Ústí kde        | strana |
| -------------------------------- | ------ | ------------------ | --------------- | ------ |
| Ja-lung                          | 雅砻江 | Yalongjiang        | Tu-kchou        | zleva  |
| Min-ťiang                        | 岷江   | Minjiang           | I-pin           | zleva  |
| Tchuo-ťiang                      | 沱江   | Tuojiang           | Lu-čou          | zleva  |
| Ťia-ling-ťiang                   | 嘉陵江 | Jialingjiang       | Čchung-čching   | zleva  |
| Wu-ťiang (Čchien-ťiang)          | 乌江   | Wujiang            | Fu-ling         | zprava |
| Li-šuej                          | 澧水   | Lishui             | Tung-tching-chu | zprava |
| Jüan-ťiang                       | 沅江   | Yuanjiang          | Tung-tching-chu | zprava |
| C’-ťiang                         | 资江   | Zijiang            | Tung-tching-chu | zprava |
| Siang-ťiang                      | 湘江   | Xiangjiang         | Tung-tching-chu | zprava |
| Chan-ťiang (Chan-šuej, I-ťü-che) | 漢江   | Hanjiang (Hanshui) | Wu-chan         | zleva  |
| Kan-ťiang                        | 赣江   | Ganjiang           | Pchu-jang       | zprava |
| Chuaj-che                        | 淮河   | Huaihe             | Jang-čou        | zleva  |

## Vodní režim

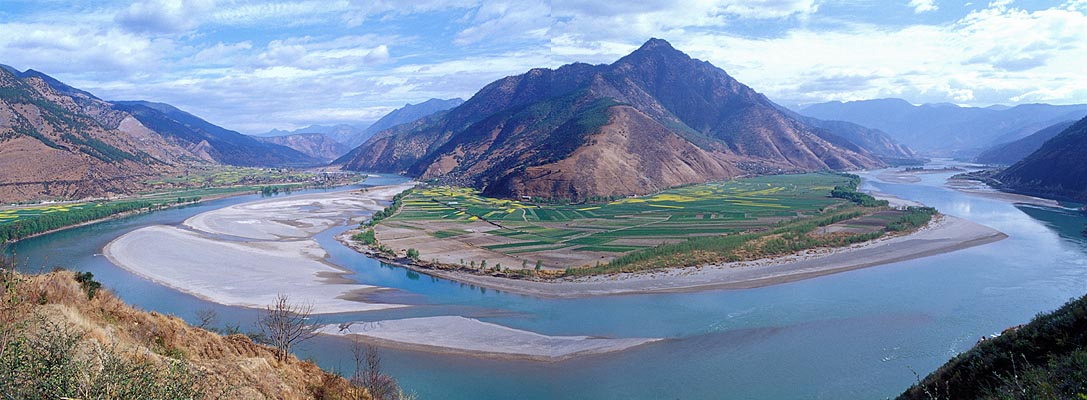
První meandr v provincii Jün-nan, kde se řeka otáčí téměř o 180 stupňů

Největší přísun vody dostává řeka v létě díky monzunovým dešťům. Na horním toku se značnou měrou podílí také tání sněhu a ledovců na horách. V letním období dosahuje vzestup hladiny v Sečuánské kotlině i více než 20 m a na dolním toku 10 až 15 m. V soutěskách činí rozdíl nejvyšší letní a nejnižší zimní úrovně hladiny až 40 m. Průměrný průtok vody činí 31 900 m³/s, což odpovídá ročnímu odtoku 960 km³. Tím je čtvrtou nejvodnější řekou na světě (za Amazonkou, Kongem a Orinokem). Na dolním toku je významný vliv mořských přílivů, které se projevují až ve vzdálenosti 750 km od ústí u města Ťiou-ťiang. Řeka unáší k ústí 280 až 300 Mt nánosů ročně, což způsobuje rychlý růst delty (přibližně o 1 km za 35 až 40 let). Na převážné části toku má voda v řece žlutý odstín, takže pojmenování Evropanů Modrá řeka neodpovídá skutečnosti. V rovinách dolního toku se značná část nánosů ukládá v korytě, zanáší ho a vyvyšuje nad okolní terén. Aby se zabránilo zatopení přilehlých území byly podél řeky a jejich přítoků postaveny hráze o celkové délce 2700 km a výšce 10 až 12 m, ani ty však zcela povodním nezabránily. K největším povodním došlo v letech 1870, 1896, 1931, 1949, 1954. Řeka na převážné části toku v zimě nezamrzá, výjimku tvoří jen pomalé úseky na horním toku.

### Povodně
V historických záznamech lze dohledat za více než dvě tisíciletí od počátku dynastie Chan do pádu císařství 214 velkých povodní, tedy jednu v průměru za deset let. Ve 20. století napáchala Jang-c’ velké škody šestkrát – v letech 1911 (100 000 mrtvých), 1931 (145 000 mrtvých), 1935 (142 000 mrtvých), 1954 (30 000 mrtvých), 1996 a naposledy v roce 1998 (3 656 mrtvých), zničeno 5 milionů domů, zatopeno 21 milionů hektarů orné půdy – trojnásobek rozlohy ČR, celkem postiženo 290 milionů lidí). V hustě osídlené oblasti středního a dolního toku vyrůstají každým rokem nové domy a továrny, což dramaticky zvyšuje škody, způsobené každou budoucí povodní. Celou situaci komplikuje postupné zavážení jezer, lemujících dolní tok řeky. Jezera, která dokázala pochytit část vodních přívalů jsou pozvolna přeměňována v zemědělskou půdu. Příkladem může být jezero Tung-tching-chu (洞庭, Dongting) jižně od Jüe-jangu, jehož rozloha se zmenšila z 6 000 km² v roce 1825, na 2 700 km² v roce 1983.

## Využití

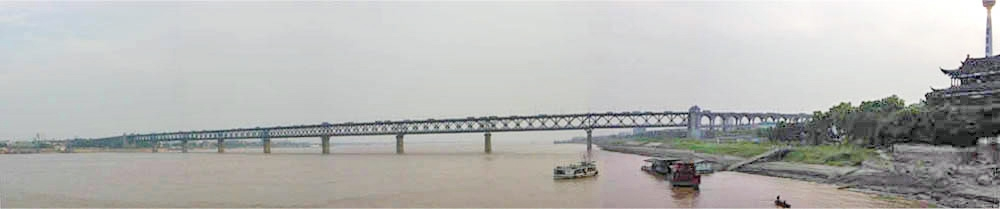
První moderní most ve městě Wu-chan (1957)

Řeku lze bez nadsázky označit za hlavní tepnu čínského hospodářství. Využívá se na zavlažování a k zásobování vodou pro rozsáhlé zemědělské oblasti, hlavně v Sečuánské kotlině a na dolním toku. Je nejdůležitějším čínským lovištěm sladkovodních ryb, když především v povodí jezer Tung-tching-chu, Pcho-jang-chu a Tchaj-chu je široce rozvinutý rybolov (kapr obecný, tolstolobik bílý, amur bílý, amur černý). Již od dávných dob slouží k vodní dopravě, která je možná v délce 2 850 km až k úpatí Čínsko-tibetského pohoří. Její význam je o to větší, že až do Wu-chanu mohou plout námořní lodě s výtlakem do 10 kt. Na dolním toku řeku křižuje Velký kanál, který již od středověku řeku spojuje s dalšími oblastmi Číny. Od ústí Chuaj-che u Jang-čou směřuje na sever ke Žluté řece a dále k Pekingu, na opačnou stranu pak vede do Chang-čou.
Je také obrovskou odpadní stokou, do které je ročně vypuštěno asi 14 miliard tun odpadních vod.

### Energetika

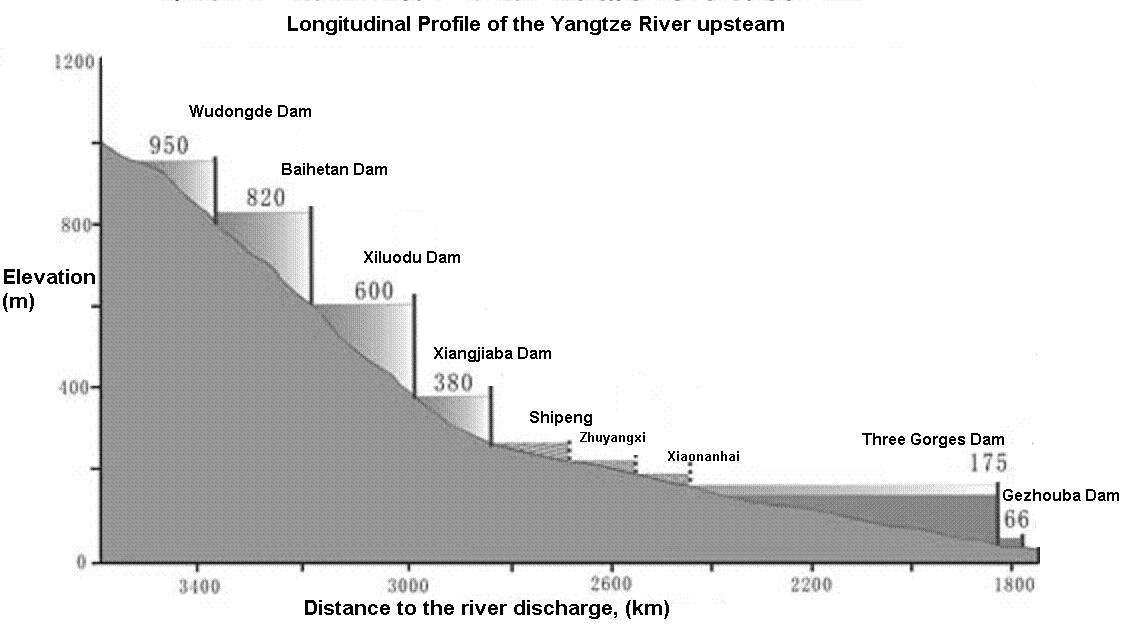
Schéma největších hydroenergetických projektů na řece

Na spodním toku jsou postaveny pouze dvě vodní elektrárny – elektrárna Tři soutěsky (instalovaný výkon 21 000 MW) a přehrada Ke-čou (čínsky pchin-jinem Gezhou, znaky 葛洲) – instalovaný výkon 3 115 MW. Na horním toku je postaveno 5 přehrad, dalších pět je ve výstavbě a dalších 15 plánováno. Mimo jiné jde o projekty Paj-che-thhan (dokončeno 2023, instalovaný výkon 16 000 MW), Si-lou-tu (dokončeno, 13 860 MW), Wu-tung-te (ve výstavbě, 10 200 MW) a Siang-ťia (dokončeno, 7 750 MW).   

#### Přehrada Tři soutěsky

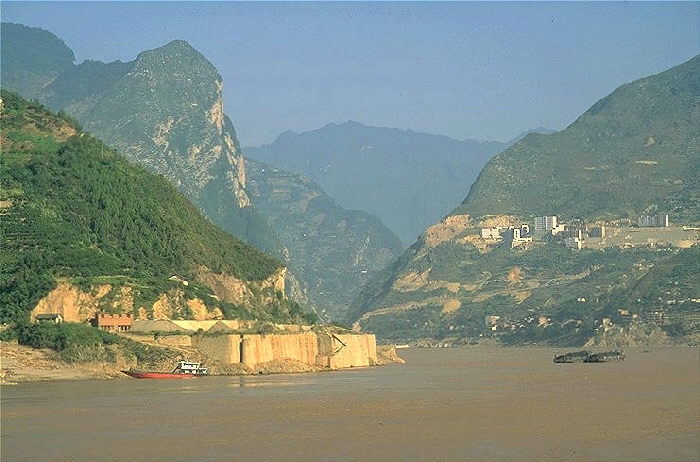
Řeka prodírající se Třemi soutěskami – výjev patřící minulosti

Mezi městy Wan-čou (dříve Wan-sien) a I-čchang se řeka v délce 200 km hluboce zařezává do skalních masívů a na několika místech se zužuje na 300 m. Toto romanticky vyhlížející údolí nese název Tři soutěsky (三峡, Sānxiá) a v roce 2008 zde byla dokončena výstavba gigantické 185 m vysoké přehrady Tři soutěsky (三峡大坝, Sānxiá Dàbà), která vzedmula hladinu řeky do vzdálenosti několika set kilometrů až k Čchung-čchingu. Stavba začala v roce 1994, napouštěna byla od roku 2003. Kvůli stavbě vodního díla Tři soutěsky musely být přestěhovány téměř 2 miliony lidí. V roce 2003 byla spuštěna první 700 MW turbína, při dokončení v roce 2008 mělo 26 turbín elektrárny instalovaný výkon 18 200 MW, čímž se přehrada stala hydroelektrárnou s největším instalovaným výkonem na světě. Již během výstavby v roce 2002 byla do projektu přidána podzemní elektrárna s dalšími 8 turbínami (6 × 700 MW, 2 × 50 MW). Tři turbíny byly spuštěny v roce 2011, čímž elektrárna dosáhla současného instalovaného výkonu 21 000 MW; zbylé byly zprovozněny v roce 2012, čímž elektrárna dosáhla konečného instalovaného výkonu 22 500 MW.

## Doprava
I když řeka je významnou tepnou vodní dopravy, pro železniční a silniční dopravu byla dlouho překážkou. Překonávána byla pomocí přívozů, což bylo při nepříznivých podmínkách nebezpečné – při nejtragičtější nehodě v říjnu 1945 nedaleko Tchaj-singu zahynulo při potopení přívozní lodě více než 800 osob. Prvním mostem na dolním toku (3000 km od ústí) byl dvoupatrový (železnice a silnice) 1760 metrů dlouhý most ve Wu-chanu. Další mosty a tunely následovaly, v dubnu 2012 je jich již 70. Vzhledem k rozměrům řeky jde o technicky náročná díla. Například nedaleko ústí překonává ramena řeky u Šangaje soustava tunelu (délka 9 km) a dvou mostů (délka 53 a 10 km – z toho 20 km přes řeku), nedaleko Su-čou přemosťuje řeku Most Su-tchung (zavěšený most s největším rozpětím hlavního pole – 1088 metrů) a nedaleko Nankingu je Most Žun-jang (visutý most se čtvrtým největším rozpětím hlavního pole – 1 490 metrů).

## Vzácná fauna
Řeka je životním prostředím pozoruhodných endemických druhů živočichů, jakými jsou např. kriticky ohrožený aligátor čínský (Alligator sinensis). Do začátku 21. století k nim patřili také kytovec delfínovec čínský (Lipotes vexillifer), který je od prosince 2006 považován za vyhynulého a veslonos čínský (Psephurus gladius), největší sladkovodní ryba, která je považována za vyhynulou od roku 2022.

## Větší města podél řeky

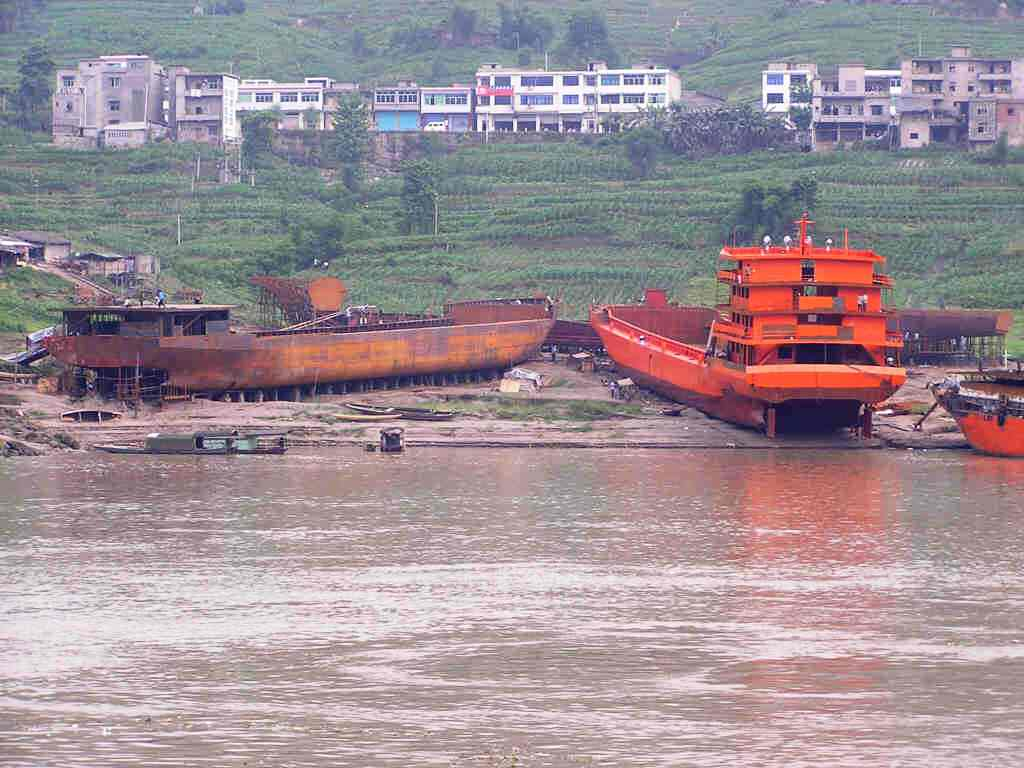
Loděnice na břehu s typickými říčními čluny

| - Pchan-č’-chua - I-pin - Lu-čou - Čchung-čching - I-čchang - Ťing-čou - Š’-šou | - Jüe-jang - Wu-chan - E-čou - Chuang-š’ - Ťiou-ťiang - An-čching - Tchung-ling | - Wu-chu - Ma-an-šan - Tchaj-čou - Nanking - Jang-čou - Čen-ťiang - Nan-tchung - Šanghaj |